# Physocephala minutissima
Physocephala minutissima är en tvåvingeart som beskrevs av Krober 1933. Physocephala minutissima ingår i släktet Physocephala och familjen stekelflugor.
Artens utbredningsområde är Malawi. Inga underarter finns listade i Catalogue of Life.